# Proton-indicirajući G protein-spregnuti receptori
Proton-indicirajući G protein-spregnuti receptori su [T]ransmembranski receptor|transmembranski receptori]] koji reaguju na nizak pH. U ove receptore se ubrajaju G2A, GPR4, OGR1 i . Ovi G protein spregnuti receptori se aktivatiraju kad ekstracelularni pH padne u opseg od 6.4-6.8 (tipične vrednosti su iznad 7.0). Funkcionalna uloga senzitivnosti na nizak pH proton-indicirajući G protein-spregnuti receptora se proučava u nekoliko vrsta tkiva u kojima ćelije odgovaraju na takve uslove, kao što su kosti i tkiva sa zapaljem. Četiri poznata proton-indicirajuća G protein-spregnuta receptora pripadaju klasi A receptora u potfamiliji A15.

## Nocicepcija
Senzacija bola može da bude inicirana nociceptorskim ćelijama koje deluju kao senzorni neuroni. Neki nociceptori odgovaraju na nizak pH i pH-senzitivni amilorid-senzitivni katjonski kanal 3 je bio opisan kao modulator kiselinom-indukovane senzacije bola. Međutim, rezultati istraživanja na ACCN3 genskim nokaut miševima sugestiraju da ti kanali nisu dovoljni za potpunu kiselinom-indukovanu senzaciju bola. Za proton-indicirajuće G protein-spregnute receptore je bilo pokazano da su izraženi u neuronima malog prečnika koji su odgovorni za nocicepciju.

## Literatura
1. ↑  Wang JQ, Kon J, Mogi C, Tobo M, Damirin A, Sato K, Komachi M, Malchinkhuu E, Murata N, Kimura T, Kuwabara A, Wakamatsu K, Koizumi H, Uede T, Tsujimoto G, Kurose H, Sato T, Harada A, Misawa N, Tomura H, Okajima F (2004). „TDAG8 is a proton-sensing and psychosine-sensitive G-protein-coupled receptor”. J Biol Chem. 279 (44): 45626—45633. PMID 15326175. doi:10.1074/jbc.M406966200.
2. ↑  Seuwen K, Ludwig MG, Wolf RM (2006). „Receptors for protons or lipid messengers or both?”. J. Recept. Signal Transduct. Res. 26 (5-6): 599—610. PMID 17118800. doi:10.1080/10799890600932220.
3. ↑  Chen CC, Zimmer A, Sun WH, Hall J, Brownstein MJ, Zimmer A (2002). „A role for ASIC3 in the modulation of high-intensity pain stimuli”. Proc Natl Acad Sci U S A. 99 (13): 8992—7. PMC 124411 . PMID 12060708. doi:10.1073/pnas.122245999.
4. ↑  Yen YT, Tu PH, Chen CJ, Lin YW, Hsieh ST, Chen CC (2009). „Role of acid-sensing ion channel 3 in sub-acute-phase inflammation”. Mol Pain. 2009 Jan 7;5:1. 5 (1): 1. PMC 2632618 . PMID 19126241. doi:10.1186/1744-8069-5-1.
5. ↑  Huang CW, Tzeng JN, Chen YJ, Tsai WF, Chen CC, Sun WH (2007). „Nociceptors of dorsal root ganglion express proton-sensing G-protein-coupled receptors”. Mol. Cell. Neurosci. 36 (2): 195—210. PMID 17720533. doi:10.1016/j.mcn.2007.06.010.